# Сокільницька сільська територіальна громада
Сокільницька сільська громада — територіальна громада в Україні, у Пустомитівському районі Львівської області. Адміністративний центр — село Сокільники.
Площа громади — 32,9 км², населення — 8448 мешканців (2021).
Утворена 12 червня 2020 року шляхом об'єднання Сокільницької та Годовицько-Басівської сільських рад Пустомитівського району.

## Населені пункти
До складу громади входять 3 села: Сокільники, Басівка та Годовиця.

## Археологічні дослідження
На території Сокільницької сільської ради ведуться розкопки багатошарової пам'ятки Сокільники-1, яку виявлено ще 1975 року. Під час розкопок на ділянці археологи знайшли понад 40 об'єктів. Встановлено, що пам'ятка включає артефакти трьох різночасових поселень: ранньозалізного часу (1 тис. до н. е.), зубрицької культури (3 — 4 ст. н. е.) та райковецької культури (8-9 ст. н. е.)..